# Kimberly Donley
Kimberly Donley, född 15 december 1965 i Aurora, Illinois, USA, är en amerikansk fotomodell. Hon utsågs till Playboys Playmate of the Month i mars 1993.